# ニューヨーク市地下鉄L系統
ニューヨーク市地下鉄L系統（ニューヨークしちかてつLけいとう）は、ニューヨーク市地下鉄Bディビジョンの運転系統。カラーは薄灰色で、BMTカナーシー線を通っている。8番街駅（マンハッタン区）からカナーシー-ロッカウェイ・パークウェイ駅（ブルックリン区）を結んでいる。

## 概要
ニューヨークの地下鉄では珍しく、1つの路線（BMTカナーシー線）のみを走行し、かつ他系統との乗り入れのない路線である（このような路線のもう一つは、7系統）である。
マンハッタンでは、14丁目の地下を走行する。その後ブルックリン北部を東進した後南に向きを変える。途中のマートル-ワイコフ・アベニュース駅とホールジー・ストリート駅はマンハッタン区とクイーンズとの境界にある。
全区間で24時間運転を実施しており、全て各駅停車であるが、平日朝ラッシュ時のブルックリン方面と、マンハッタン方面の一部列車は区間運転がある。昼間時間帯は平日5分間隔、土休日4分間隔で運転。

## 近代化と更新工事
- 1994 . . . 16,968,025
- 1996 . . . 18,107,243
- 1998 . . . 21,196,693
- 2000 . . . 26,155,806
- 2005 . . . 30,452,319

運行間隔:
- 朝晩ラッシュ時: 4分間隔
- 日中: 6～8分間隔
- 深夜: 20分間隔

2005年時点で混雑度の高い上位5駅:
1. 1番街駅, マンハッタン
2. ベッドフォード・アベニュー駅, ブルックリン区ウィリアムズバーグ
3. カナーシー-ロッカウェイ・パークウェイ駅, ブルックリン区カナーシー
4. ディカルブ・アベニュー駅, ブルックリン区ブッシュウィック
5. グラハム・アベニュー駅, ブルックリン区ウィリアムズバーグ

2014年乗客数増加率上位の駅:
- ブッシュウィック・アベニュー-アバディーン・ストリート駅, ブルックリン区ブッシュウィック
- ウィルソン・アベニュー駅, ブルックリン区ブッシュウィック
- ジェファーソン・ストリート駅, ブルックリン区ブッシュウィック

L系統の乗客数は2000年から劇的に増加しているが、これは沿線のうち多数の近隣地域がジェントリフィケーションを経験したことによる。
2002年、メトロポリタン・トランスポーテーション・オーソリティ（MTA）はL系統に4億4300万ドル分の地下鉄車両を導入したが、既に2006年には、増え続ける乗客数を捌くには不足する事態となっていた。MTAは川崎重工業製R143形212両で今後増加する乗客需要に対応するのに十分であると計画していた。しかし、予想以上に乗客数が増加していたため、新たにアルストム製R160A形68両にCBTC設備を搭載し、L系統の走行を可能とした。
BMTカナーシー線の線路は追加改造を受け、運転士のよる手動運転から、CBTCと呼ばれる列車を車上コンピューターにより制御するシステムへと更新された。この事業は2012年4月に完了した。追加改造中は旅客サービスの変更や駅施設閉鎖も行われ、ほぼ2年を要したが、結局このシステムは列車間隔を縮め、駅構内の発車標（次発列車までの残り時間を表示するもので、Countdown clockと呼ばれる）が列車発車までの残り時間を正確に表示できるようになったのみであった。カナーシー線では2005年6月よりワンマン運転（OPTOと呼ばれる）システムを導入していた。しかし、2005年7月のロンドン同時爆破事件後に増加した安全上の問題に関しての市民からの抗議や、アメリカ交通労働者組合（TWU）による激しいロビー運動、MTAが協定を破棄した件でのTWUとの仲裁協定などが重なり、MTAは9月までにワンマン運転を終了させることとなった。ただ、MTAのL系統における"Countdown clock"の導入成功はシステムで最初のものであった。
2019年4月27日、3番街駅～ベッドフォード・アベニュー駅間で深夜と週末に運行サービスの削減が開始された。2012年のハリケーン・サンディによってイースト川を潜るトンネルが被災しており、これを補修するためのものである。深夜・週末時間帯は3番街～ベッドフォード・アベニュー間で1本のトンネルを双方向に単線運用しており、もう1本のトンネルにて補修工事を行っている。この運用は2020年までの15～20ヶ月続く。当初計画ではベッドフォード・アベニュー駅以西のトンネルを2本同時に15ヶ月間閉鎖する予定であったが、2019年1月に現在の計画に改定された。

## 運行形態
| 経由路線        | 始発駅  | 終着駅                                  | 路線     |
| --------------- | ------- | --------------------------------------- | -------- |
| BMTカナーシー線 | 8番街駅 | カナーシー-ロッカウェイ・パークウェイ駅 | 各駅停車 |

## 駅一覧
| 凡例                                    | 凡例                     |
| --------------------------------------- | ------------------------ |
| Stops all times                         | 終日停車                 |
| Stops all times except late nights      | 深夜を除き終日停車       |
| Stops weekdays only                     | 平日のみ停車             |
| Station closed                          | 休止または廃止           |
| Stops rush hours in peak direction only | ラッシュ時混雑方向に停車 |
| 時間帯詳細                              |                          |

| L系統           | 駅                                                      | バリアフリー・アクセス | 地下鉄乗り換え                                                          | 接続・備考                                   |
| --------------- | ------------------------------------------------------- | ---------------------- | ----------------------------------------------------------------------- | -------------------------------------------- |
| マンハッタン区  |                                                         |                        |                                                                         |                                              |
| カナーシー線    |                                                         |                        |                                                                         |                                              |
| Stops all times | 8番街駅                                                 | バリアフリー・アクセス | A C E (IND8番街線)                                                      |                                              |
| Stops all times | 14丁目駅                                                |                        | 1 2 3 (IRTブロードウェイ-7番街線) F <F> M (IND6番街線)                  | パストレイン14丁目駅                         |
| Stops all times | ユニオン・スクエア駅                                    | バリアフリー・アクセス | 4 5 6 <6> (IRTレキシントン・アベニュー線) N Q R W (BMTブロードウェイ線) |                                              |
| Stops all times | 3番街駅                                                 |                        |                                                                         |                                              |
| Stops all times | 1番街駅                                                 |                        |                                                                         | M15セレクト・バス・サービス（北行のみ）      |
| ブルックリン区  |                                                         |                        |                                                                         |                                              |
| Stops all times | ベッドフォード・アベニュー駅                            |                        |                                                                         |                                              |
| Stops all times | ロリマー・ストリート駅                                  |                        | G (INDクロスタウン線)                                                   |                                              |
| Stops all times | グラハム・アベニュー駅                                  |                        |                                                                         |                                              |
| Stops all times | グランド・ストリート駅                                  |                        |                                                                         |                                              |
| Stops all times | モントローズ・アベニュー駅                              |                        |                                                                         |                                              |
| Stops all times | モルガン・アベニュー駅                                  |                        |                                                                         |                                              |
| Stops all times | ジェファーソン・ストリート駅                            |                        |                                                                         |                                              |
| Stops all times | ディカルブ・アベニュー駅                                |                        |                                                                         |                                              |
| Stops all times | マートル-ワイコフ・アベニュース駅                       | バリアフリー・アクセス | M (BMTマートル・アベニュー線)                                           | 当駅始終列車の設定あり                       |
| Stops all times | ホールジー・ストリート駅                                |                        |                                                                         |                                              |
| Stops all times | ウィルソン・アベニュー駅                                | ↑                      |                                                                         | 北行のみ障害者対応                           |
| Stops all times | ブッシュウィック・アベニュー-アバディーン・ストリート駅 |                        |                                                                         |                                              |
| Stops all times | ブロードウェイ・ジャンクション駅                        |                        | A C (INDフルトン・ストリート線) J Z (BMTジャマイカ線)                   |                                              |
| Stops all times | アトランティック・アベニュー駅                          |                        |                                                                         | ロングアイランド鉄道イースト・ニューヨーク駅 |
| Stops all times | サッター・アベニュー駅                                  |                        |                                                                         |                                              |
| Stops all times | リヴォニア・アベニュー駅                                |                        |                                                                         |                                              |
| Stops all times | ニューロッツ・アベニュー駅                              |                        |                                                                         | JFK空港行きB15バス                           |
| Stops all times | 東105丁目駅                                             |                        |                                                                         | 当駅始発列車の設定あり                       |
| Stops all times | カナーシー-ロッカウェイ・パークウェイ駅                 | バリアフリー・アクセス |                                                                         | B82セレクト・バス・サービス                  |